# 560085 Perperikon
560085 Perperikon este o planetă minoră (asteroid) din centura de asteroizi. A fost descoperită pe 16 februarie 2015 la Haleakalā Observatory⁠(d) de Pan-STARRS1⁠(d). 
Obiectul prezintă o orbită caracterizată de o semiaxă mare de 3,1985204653965 UAi, o excentricitate de 0,10268401783253, o înclinație de 19,242679123053 ° în raport cu ecliptica.